# Anne de Xainctonge
Anne de Xainctonge (21. listopadu 1567 Dijon – 8. června 1621 Dole) byla francouzská řeholnice a zakladatelka Společnosti sester svaté Uršuly od Blahoslavené Panny Marie.

## Život
Narodila se 21. listopadu 1567 v Dijonu do šlechtické rodiny politika Jeana de Xainctonge a jeho manželky Marguerite Collard. Získala dobré vzdělání. Spolu s nevlastní sestrou Nicole se starala o drůbežárnu a ovocný sklad.  V sedmnácti letech byla uvedena do společnosti s veškerou okázalostí svého postavení. Je popisována jako temperamentní a vtipná žena. Když se objevil vhodný nápadník, žádost o ruku odmítla a rodiče jí neochotně dovolili, aby si prosadila svou.
Výuku katechismu získala od Jezuitů. Shromažďovala studenty a pomáhala jim s výukou. Navštěvovala a pomáhala nemocným.  Nedaleko jejího domu se nacházela jezuitská škola pro chlapce, která ji inspirovala k myšlence vzdělávání dívek. Chtěla založit neklášterní řád pro výuku dívek, ale narazila na odpor. Odešla do Dole, který byl pod španělským vlivem. Tam našla další mladé ženy, které se zajímaly o vzdělávání žen a dívek.
Dne 16. června 1606 založila první klášter budoucí kongregace Společnosti sester svaté Uršuly od Blahoslavené Panny Marie. Klášter se nacházel v domě, který sloužil jako restaurace. Místo řeholního hábitu si ona a její společnice oblékly jednoduché černé šaty španělských vdov, které byly v oblasti Dole běžné, aby byly v ulicích nenápadné. Nová kongregace se rozšířila ve východní Francii a ve Švýcarsku. Svatý František Saleský požádal Annu o založení školy v jeho diecézi, což nestihla.
Zemřela 8. června 1621 v Dole.

## Proces svatořečení
Proces byl zahájen již před Velkou francouzskou revolucí, ale mnohé dokumenty byly zničeny. Dne 24. listopadu 1900 byl proces obnoven a 14. května 1991 uznal papež Jan Pavel II. její hrdinské ctnosti.